# Galium thunbergianum
Galium thunbergianum är en måreväxtart som beskrevs av Christian Friedrich Frederik Ecklon och Carl Ludwig Philipp Zeyher. Galium thunbergianum ingår i släktet måror, och familjen måreväxter.

## Underarter
Arten delas in i följande underarter:
- G. t. hirsutum
- G. t. thunbergianum